# Mustapha Deramchi
Mustapha Deramchi, né le 16 juin 1908 à Ténès et mort le 14 août 1993 à Saint-Aubin-de-Médoc, est un homme politique français.